# 브래드 매크리먼

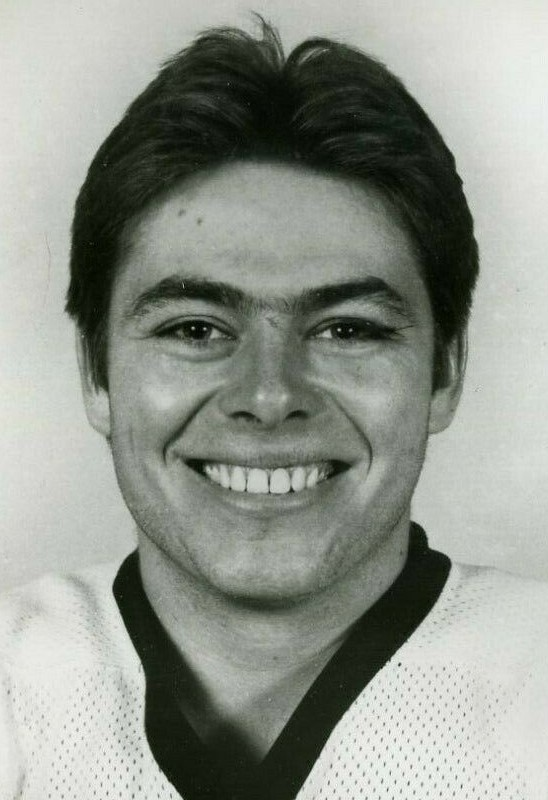

바이런 브래드 매크리먼(영어: Byron Brad McCrimmon, 1959년 3월 29일 ~ 2011년 9월 7일)는 캐나다의 전 아이스하키 선수 및 아이스하키 감독이었다.
1974년 서스캐처원 주니어 하키 리그의 프린스 앨버트 레이더스에서 데뷔했으며, 1976년 웨스턴 하키 리그의 브랜던 위트 킹즈로 이적하였다. 이후 1979년 NHL 드래프트에서 보스턴 브루인스의 선택을 받았으며, 1982년 필라델피아 플라이어스로 팀을 옮겼다. 그 뒤 1987년 캘거리 플레임스에 입단했으며, 1990년 디트로이트 레드윙스와 계약하였다. 이후 1993년 하트퍼드 훼일러스로 이적했으며, 1996년 피닉스 카이오티스 소속으로 활약한 뒤 시즌 종료 후 은퇴를 선언하였다.
또한 각급의 청소년 국가대표팀에서 활약했으며, 1978년 IIHF 세계 U-20 선수권 대회 동메달을 따는 데 기여하였다.
은퇴 이후 1998년부터 2000년까지 새스커툰 블레이즈에서 감독 생활을 했으며, 2000년부터 2002년까지 캘거리 플레임스에서 코치로 활동하였다. 그 뒤 2004년 애틀랜타 스래셔스의 코치를 맡았으며, 2007년 시즌 도중 팀의 감독인 밥 하틀리가 경질되자 구단주에게 팀의 감독 자리를 요구했다가 받아들여지지 않자 시즌 종료 후 디트로이트 레드윙스의 코치로 옮겨 2011년까지 활약하였다. 이후 2011년 콘티넨탈 하키 리그의 로코모티프 야로슬라블의 감독에 선임되었다.
2011년 9월 7일 HC 디나모 민스크와의 콘티넨탈 하키 리그 개막전을 치르기 위해 Yak-42를 타고 이동하던 도중 벨라루스 민스크-1 공항에서 2km 떨어진 지점에서 항공 사고가 발생했으며, 매크리먼을 포함한 탑승객 44명이 그 자리에서 사망하였다.

## 같이 보기
- 로코모티프 야로슬라블 비행기 추락 사고